# The End (песня The Doors)
«The End» (с англ. — «Конец») — песня группы The Doors, завершающая дебютный альбом.

## О композиции
По словам участников группы, эта композиция задумывалась как обычная прощальная песня после расставания Джима Моррисона с его девушкой Мэри Уербелоу (Mary Werbelow). В ходе творческого процесса, однако, она постепенно усложнялась и видоизменялась, обрастая универсальными образами.
Песня входит в список пятисот лучших по версии журнала Rolling Stone (№ 328); гитарное соло песни занимает 93 место в списке 100 лучших гитарных соло по версии журнала Guitar World.
Альбомная версия состоит из двух склеенных частей (что подтверждает Манзарек, а также Брюс Ботник — инженер звукозаписи). Вторая, появившаяся позже, «Эдипова» часть добавлена к первой непосредственно со слов «The killer awoke before dawn», что можно обнаружить по изменению звука при внимательном прослушивании. Композиция записывалась наутро после очередного «угара» Моррисона, возможно, ещё под влиянием наркотиков. Подцензурное в то время «fuck you» в «эдиповой» части Моррисон заменил нечленораздельным мычанием.
Джим Моррисон об этой песне спустя несколько лет после выхода альбома:

Каждый раз, когда я слушаю эту песню, она кажется мне другой. Вначале это было прощание, может быть, с девушкой, а, может быть, с детством.Оригинальный текст (англ.)Everytime I hear that song, it means something else to me. It started out as a simple good-bye song probably just to a girl, but I see how it could be a goodbye to a kind of childhood.
Продюсер группы Пол Ротшильд так отозвался об этой композиции:

Эти полчаса, что мы записывали «The End», относятся к самым прекрасным моментам, проведённым мною в студии звукозаписи. Я был просто ошеломлён. Обычно продюсер сидит и слушает, как проходит запись. Но на этот раз я был полностью поглощён песней, став просто слушателем. В совершенно тёмной студии было видно только свечу в звуконепроницаемой кабине, где стоял Джим, и индикаторы на пульте. Остальной свет был отключён. Это был волшебный момент, и мы испытали почти шок, когда песня закончилась. Стало ясно: да, это конец, дальше просто невозможно… В аппаратной было пять человек, и вдруг мы осознали, что бобины продолжают крутиться, потому что Брюс, наш инженер, тоже оказался полностью поглощён песней. Он облокотился на пульт и был втянут в песню, он тоже превратился в слушателя… В тот момент студию посетила муза, и все мы были само внимание. Но, я думаю, аппаратура знала своё дело…
В Pop Chronicles упоминается, что критика нашла песню «софокловой и джойсеанской».

## Концертные версии
- март 1967 (13:54), выпущена на Live at the Matrix
- 5 июля 1968, Los Angeles Hollywood Bowl (15:42), выпущена на In Concert
- 17 января 1970, New York, Show 2 (17:46), выпущена на Live in New York
- 8 мая 1970, Cobo Arena, Detroit (17:35), выпущена на Live in Detroit
- 6 июня 1970, Pacific Coliseum, Vancouver BC, Canada (17:58), выпущена на Live in Vancouver 1970

## Использование
- Песня была записана авангардной певицей Нико для её альбома The End…, вышедшего в 1974 году. После близкого знакомства с Моррисоном, начиная с 1967 года и до конца жизни, данная композиция исполнялась ею на концертах.
- Песня звучит в фильме Фрэнсиса Форда Копполы «Апокалипсис сегодня» (англ. Apocalypse Now, 1979) в начале фильма и в сцене убийства Куртца. В последнем случае можно отчётливо разобрать нецензурные выкрики, которые были тщательно завуалированы в первоначальной альбомной версии[7]. Использование песни в фильме повлекло за собой её цитирование во многих пародиях на фильм (например, в эпизоде «Симпсонов» Hello Gutter, Hello Fadder) и саму песню (в эпизоде «Озорных анимашек»), а также в промопродвижении эпизода сериала Lost «What They Died For», в сексуальной сцене фильма «Кто стучится в мою дверь?», в фильме «Дорз» и так далее.
- В мультфильме Кот в сапогах 2: Последнее желание в эпизоде с кошачьим приютом звучит кавер Эйтора Перейра, изменённый на мексиканский лад.